# بيوت الثقافة (السعودية)
بيوت الثقافة مبادرة أُطلقت عام 2020، تترأسها هيئة المكتبات التابعة لوزارة الثقافة، سعيًا لتطوير المكتبات العامة بمفهوم مجتمعي جديد، يتضمن إنشاء وتوظيف المكتبات العامة في السعودية وتحويلها لبيوت للثقافة. كما تهدف هيئة المكتبات لإنشاء 153 بيت ثقافة تتوزع على مناطق السعودية بحلول عام 2030.

## مفهوم بيت الثقافة
البيوت الثقافة هي مراكز ثقافية واجتماعية تخدم المجتمع المحلي وتسعى لتنمية الاهتمامات الثقافية لأفراده والحصول على تجربة ثقافية متكاملة، حيث تحتوي على: مكتبة عامة تخدم الباحثين عن الكتب والمعرفة ومكتبة للطفل، ومسرح متكامل تقدم من خلاله العروض المسرحية والموسيقية يحتوي شاشات للعروض المرئية والسينمائية، بالإضافة إلى قاعات متعددة الاستخدام، وغرف للتدريب تستضيف ورش العمل المختلفة، ومناطق مفتوحة للقراءة، إضافة للمرافق العامة من مقاهي ومصليات وغيرها.

## مواقع بيوت الثقافة في السعودية

### الدمام
اُفتتح أول بيت للثقافة في مدينة الدمام بالمنطقة الشرقية شرق السعودية في مايو 2024م، حيث تبلغ مساحة المبنى 5400 متر مربع، ويستوعب 625 شخص.

### أحد رفيدة
ثاني بيت للثقافة افتتح في محافظة أحد رفيدة في منطقة عسير جنوب السعودية في مايو 2024م، وتبلغ مساحة المبنى 3256 متر مربع، ويتسع لـ 385 شخص.

### الرياض
ثالث بيوت الثقافة اُفتتح في واحة الملك سلمان للعلوم بحي التعاون في مدينة الرياض. ويحتوي على عدة مرافق منها: مسرح مفتوح، ومساحات للقراءة والحوار، ومعمل تقني، ومساحات للأطفال، ومساحات خضراء ومقاهي ومناطق للفعاليات والمعارض وغيرها. ويقع على مساحة تقدر بخمسة آلاف متر مربع، ضمن إجمالي مساحة المشروع البالغة 25 ألف متر مربع.